# Couche holorganique

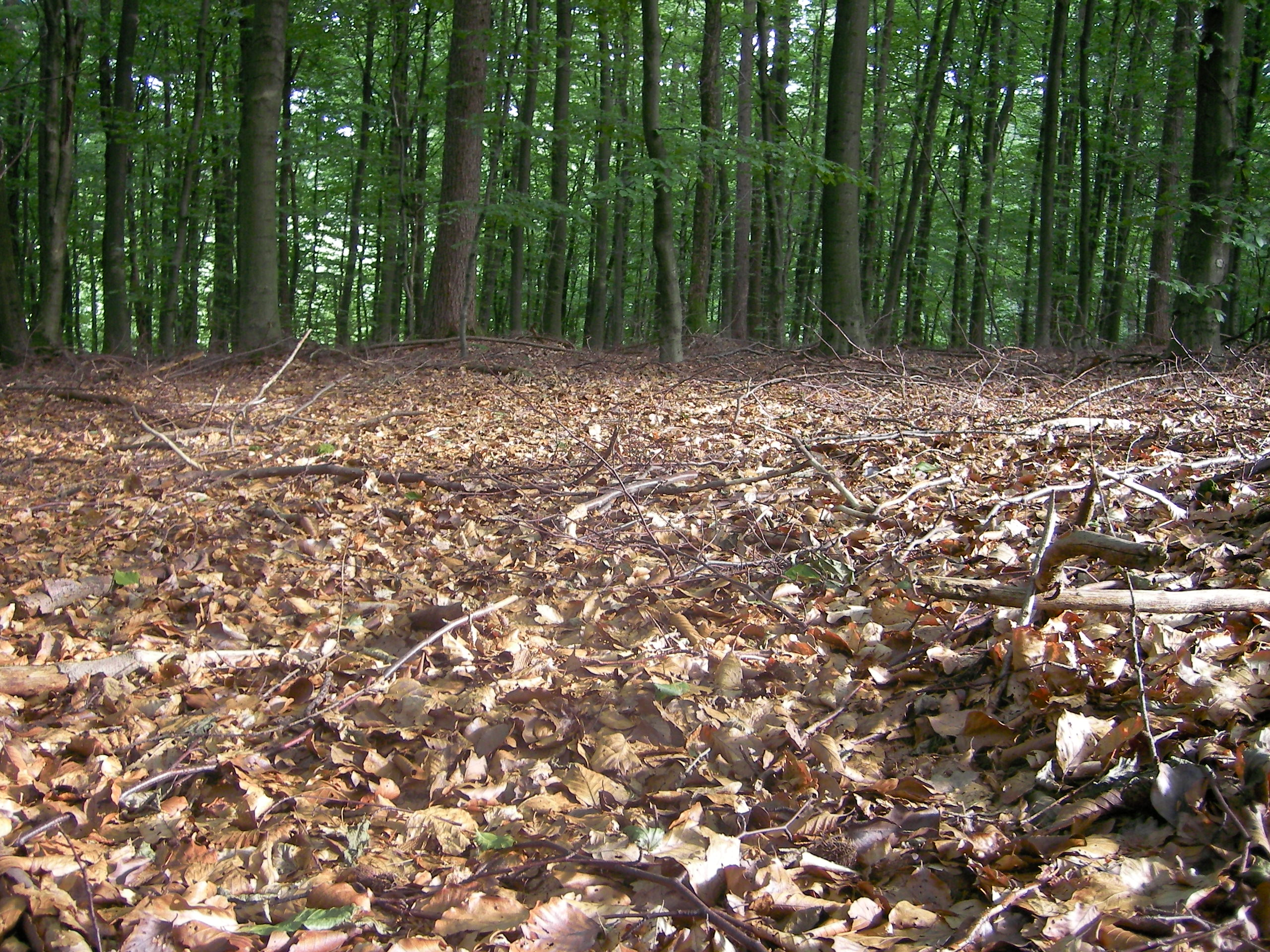
Couche holorganique d'une forêt feuillue. Seule la litière est visible.

La couche holorganique, aussi appelée tapis forestier, parterre forestier ou couverture morte, est la surface du sol forestier composée de matière organique à divers stades de décomposition.  

## Composition
La couche holorganique se divise en trois strates.  Sur le dessus se trouve la litière forestière formée par la matière végétale non décomposée ("L", litter).  En dessous se trouve l'humus qui est le résultat de la matière végétale décomposée ("H", humus). Entre la litière et l'humus se trouve une strate partiellement décomposée de matière organique ("F", fragmented organic materials),.  
Certains spécialistes considèrent la couche holorganique comme équivalente à l'horizon O alors que pour d'autres, l'horizon O ne comprend que l'humus et la strate intermédiaire, excluant la litière.  